# Isaac de Jouderville
Isaac de Jouderville ou Souderville, né à Leyde vers 1612 et mort à Amsterdam entre 1645 et 1648, est un peintre néerlandais.

## Biographie
Deuxième élève de Rembrandt, après Gérard Dou, à partir de novembre 1629, et on lui attribue, depuis 1983, une copie de son autoportrait en costume oriental. Modérément doué, après avoir étudié sous ce maitre en 1630-1631, il semble avoir imité Jan Lievens, puis peut-être Gérard Dou,.
Il aurait, dit-on, suivi Rembrandt à Amsterdam en 1631 et 1632, mais rien n’atteste de cela. Revenu s’établir à Leyde en 1632, il s’y marie en 1636.
Il travaille ensuite à Deventer de 1641 à 1643, mais il abandonne la peinture au bout de quelques années, puis revient à Amsterdam où il meurt quelques années après,. Sa fille Marieke a épousé, en juillet 1659, le peintre Frederik de Moucheron,. Une autre de ses filles aurait épousé le peintre Juliaen Teniers.
On connaît de lui notamment un Portrait de Rembrandt en costume oriental, un Portrait de femme et un Portrait de Jeune Homme.

## Œuvres
- Portrait de Rembrandt en costume oriental, 1631-1633, huile sur bois, 70,4 × 50,2 cm, Musée de la maison de Rembrandt.
- Portrait de femme, vers 1634, huile sur chêne, 58 × 47 cm, National Trust, Upton House.
- Portrait de Jeune Homme (autoportrait), vers 1629, huile sur toile, 48 × 37 cm, Galerie nationale d'Irlande.

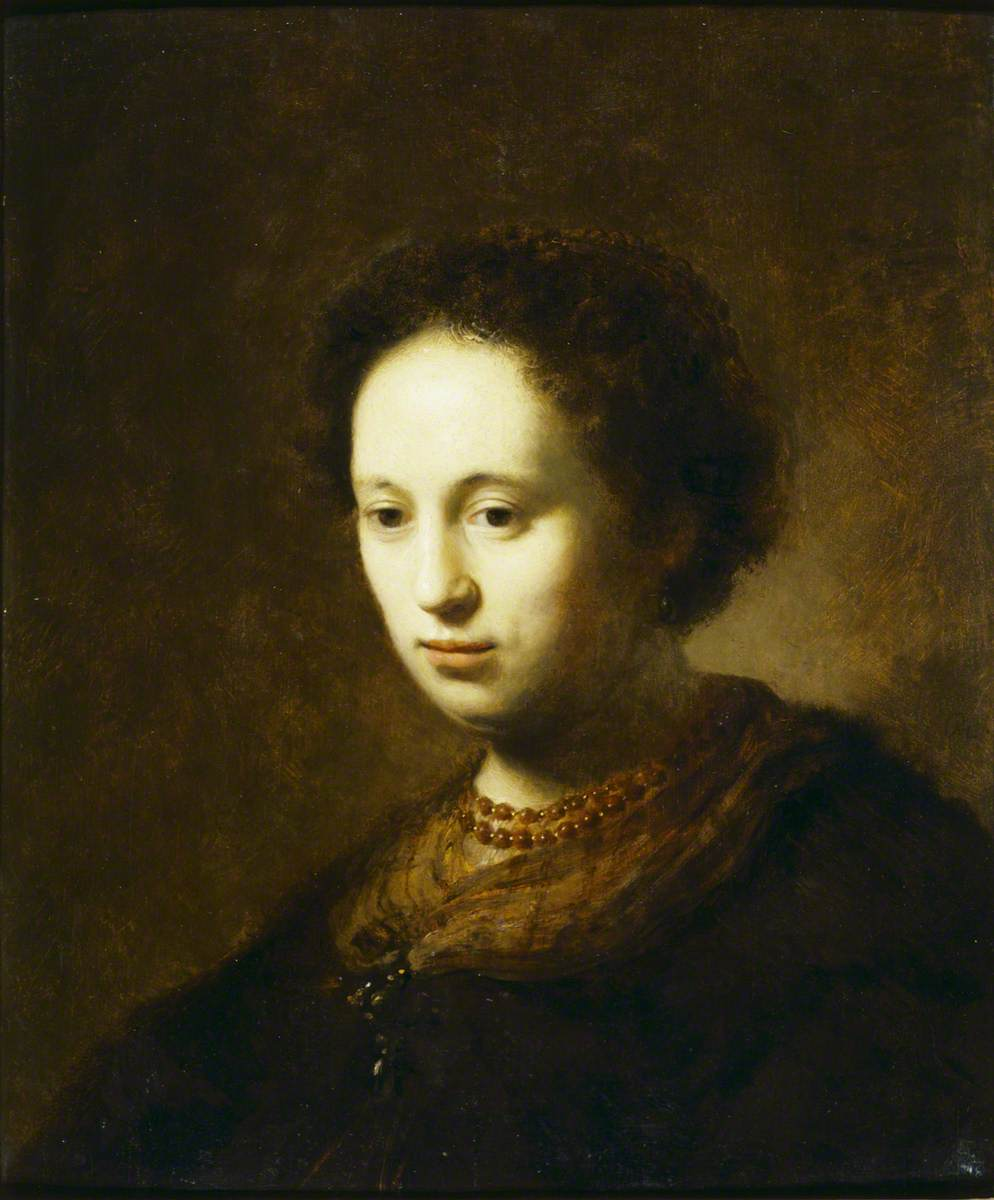
Portrait de femme inconnue, Upton House.
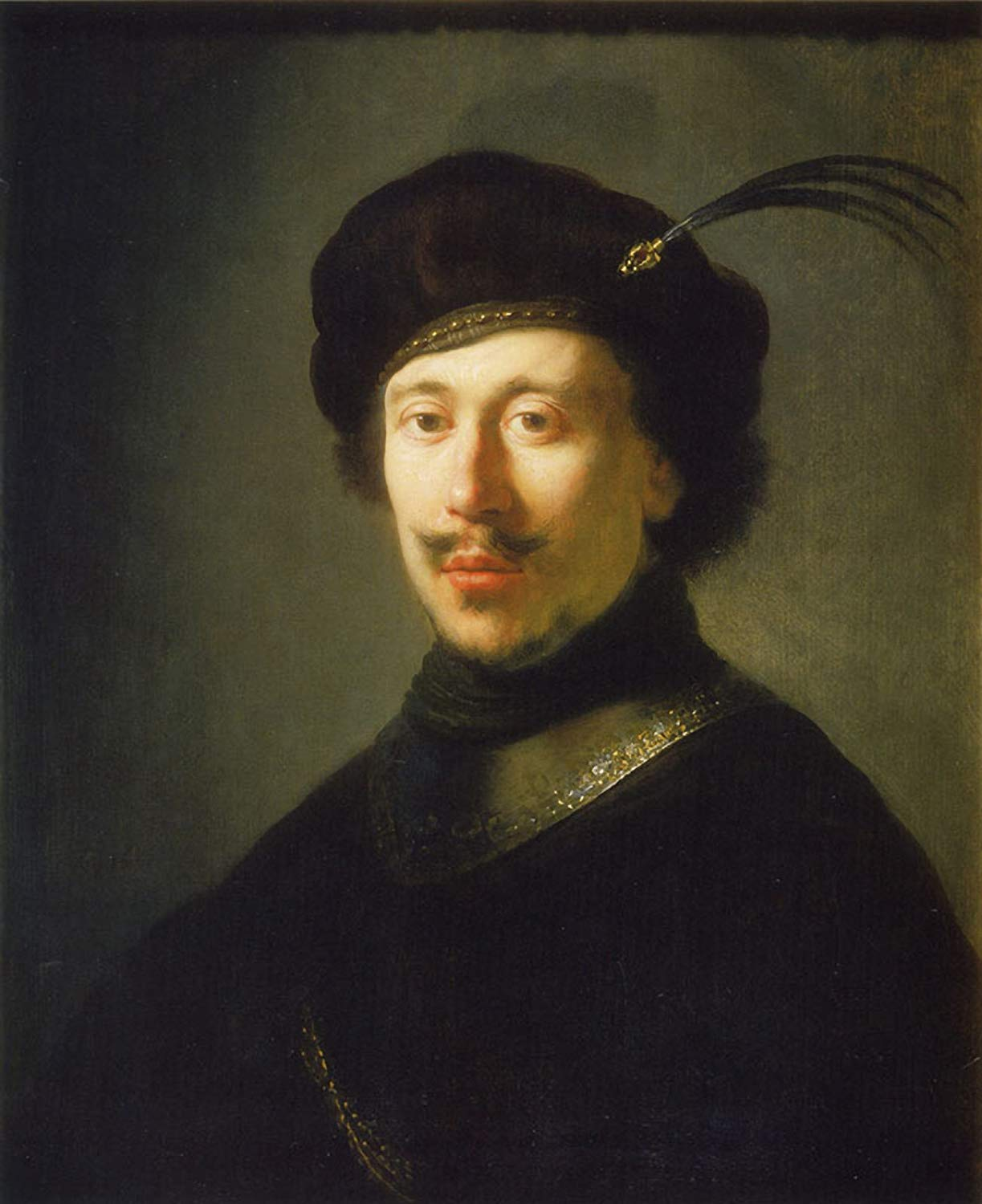
Buste de jeune homme, musée d’Art de San Diego.
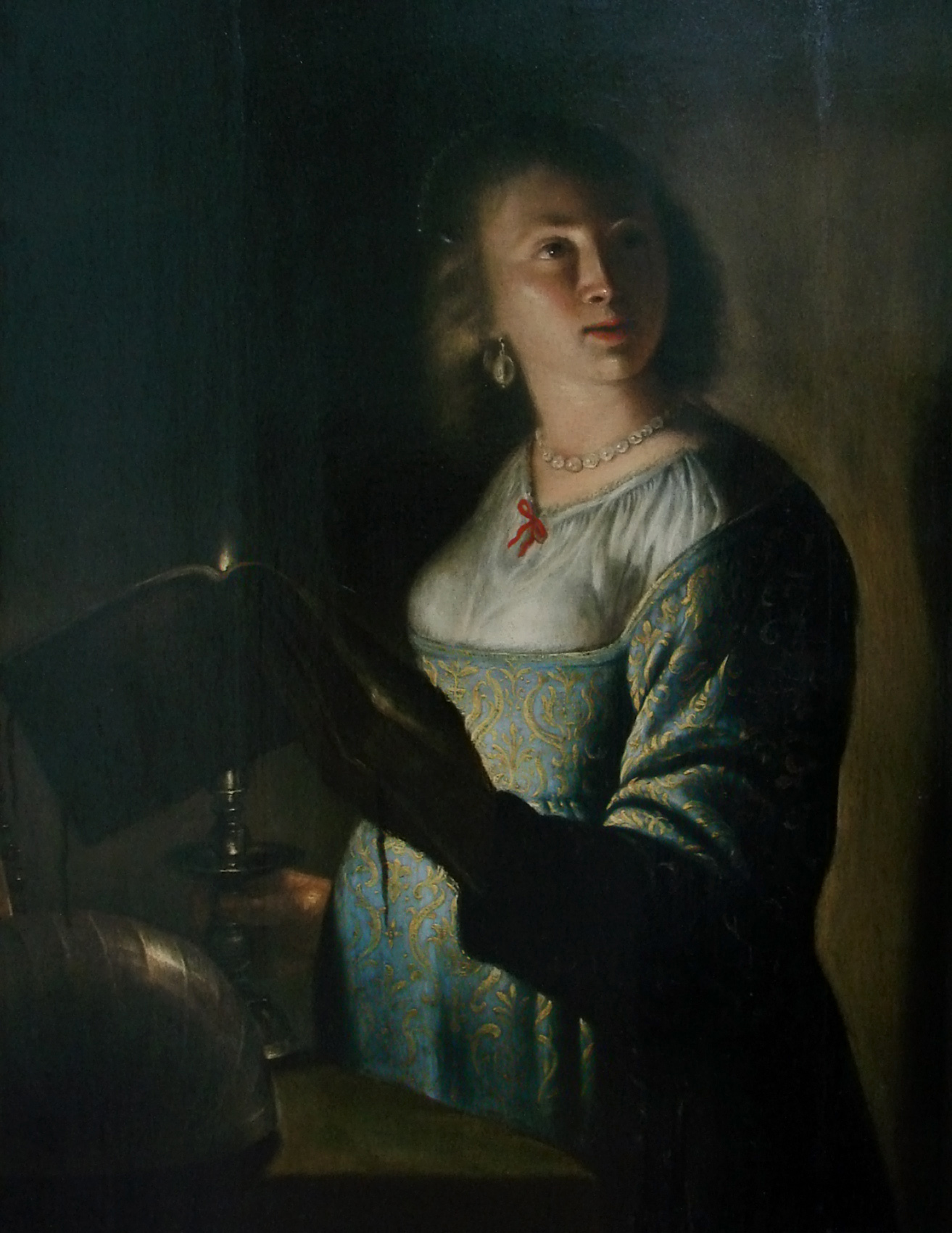
Jeune fille à la chandelle, musée des Beaux-Arts de Lille.
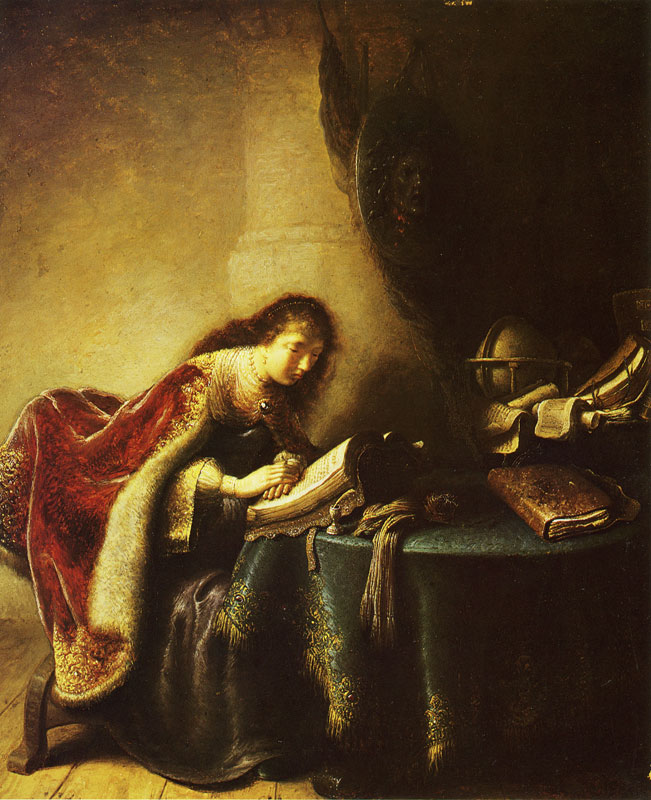
Minerve à son étude, musée d’Art de Denver.